# Socjalizm agrarny
Socjalizm agrarny – utopia społeczna głoszona w połowie XIX w. przez rewolucyjnych demokratów rosyjskich i polskich (Aleksandr Hercen, Nikołaj Czernyszewski, Gromady Ludu Polskiego). Postulował stworzenie ustroju socjalistycznego, z pominięciem kapitalistycznej fazy rozwoju, w wyniku rewolucji agrarnej opartej na chłopstwie jako głównej sile rewolucyjnej.